# Frankolin rdzawolicy
Frankolin rdzawolicy (Scleroptila finschi) – gatunek średniej wielkości afrykańskiego ptaka z rodziny kurowatych (Phasianidae). Osiadły.

## Systematyka
Gatunek monotypowy.

## Charakterystyka

### Morfologia
Wygląd zewnętrzny: Ptak o pokroju zbliżonym do kuropatwy. Od pokrewnych gatunków odróżnia się szarą piersią i brakiem czarno-białych wzorów na głowie i szyi.
Rozmiary: długość ciała: ok. 35 cm
Masa ciała: ok. 560 g

## Występowanie

### Środowisko
Tereny trawiaste, sawanny i lasy utworzone przez drzewa z rodzaju Brachystegia.

### Zasięg występowania
Żyje w trzech populacjach: na granicy Demokratycznej Republiki Konga i Konga, na południu Demokratycznej Republiki Konga i w zachodniej Angoli.

## Pożywienie
Chrząszcze, larwy owadów i nasiona.

## Rozród
Gatunek najprawdopodobniej monogamiczny.
Gniazdo zakłada na ziemi, ukryte wśród roślinności.
Okres lęgowy zależy od regionu: styczeń, marzec i lipiec w Demokratycznej Republice Konga, czerwiec-lipiec w Angoli.
Jaja: znosi ok. 5 jaj.

## Status, zagrożenie i ochrona
Status według kryteriów Czerwonej księgi gatunków zagrożonych IUCN: gatunek najmniejszej troski (LC – least concern). Trend liczebności populacji nie jest znany.